# Municipalità locale di Ingwe
La municipalità locale di Ingwe (in inglese Ingwe Local Municipality) è stata una municipalità locale del Sudafrica appartenente alla municipalità distrettuale di Harry Gwala, nella provincia di KwaZulu-Natal. In base al censimento del 2001 la sua popolazione era di 107.556 abitanti.
È stata soppressa nel 2016, quando si è fusa con la municipalità locale di Kwa-Sani per costituire la municipalità locale di Dr Nkosazana Dlamini-Zuma.
La sede amministrativa e legislativa era la città di Creighton e il suo territorio si estendeva su una superficie di 1.991 km² ed era suddiviso in 10 circoscrizioni elettorali (wards). Il suo codice di distretto era KZN431.

## Geografia fisica

### Confini
La municipalità locale di Ingwe confinava a nord con quella di Impendle (Umgungundlovu), a est con quella di Richmond (Umgungundlovu), a sud con quelle di Ubuhlebezwe e Umzimkhulu e a ovest con quella di Kwa-Sani.

### Città e comuni
- Amacala Gwala
- Amangwane
- Bhidla
- Bulwer
- Bulwer Station
- Creighton
- Deepdale
- Donnybrook
- Esibonelo Esihle
- Home Rule
- Impendle
- Ixopo
- Madzikone
- Ncwadi
- Sizanenjana
- Tarsvaly
- Zashuke

### Fiumi
- Elands
- Gungununu
- Lufafa
- Mkhomazana
- Ngudwini
- Ngwangwane
- Toleni

### Dighe
- Comrie Dam